# Mouton, Charente

Mouton este o comună în departamentul Charente, Franța. În 1 ianuarie 2022 avea o populație de 223 de locuitori.